# 34. ceremonia wręczenia Złotych Globów
Złote Globy za 1976 rok odbyły się 29 stycznia 1977 r. w Beverly Hilton Hotel w Los Angeles.
Nagrodę im. Cecila DeMille za całokształt twórczości otrzymał Walter Mirisch.
Nagrodę Henrietty dla najbardziej popularnych aktorów otrzymali Robert Redford i Sophia Loren.

Laureaci:

## Kino

### Najlepszy film dramatyczny
Rocky, reż. John G. Avildsen

nominacje:
- Wszyscy ludzie prezydenta, reż. Alan J. Pakula
- By nie pełzać na kolanach, reż. Hal Ashby
- Sieć, reż. Sidney Lumet
- Przeklęty rejs, reż. Stuart Rosenberg

### Najlepsza komedia lub musical
Narodziny gwiazdy, reż. Frank Pierson

nominacje:
- Bugsy Malone, reż. Alan Parker
- Różowa Pantera kontratakuje, reż. Blake Edwards
- Elegant, reż. Richard Lester
- Nieme kino, reż. Mel Brooks

### Najlepszy aktor dramatyczny
Peter Finch – Sieć (pośmiertnie)

nominacje:
- David Carradine – By nie pełzać na kolanach
- Dustin Hoffman – Maratończyk
- Sylvester Stallone – Rocky
- Robert De Niro – Taksówkarz

### Najlepsza aktorka dramatyczna
Faye Dunaway – Sieć

nominacje:
- Liv Ullmann – Twarzą w twarz
- Glenda Jackson – The Incredible Sarah
- Talia Shire – Rocky
- Sarah Miles – Żeglarz, który utracił łaski morza

### Najlepszy aktor w komedii lub musicalu
Kris Kristofferson – Narodziny gwiazdy

nominacje:
- Peter Sellers – Różowa Pantera kontratakuje
- Jack Weston – Elegant
- Mel Brooks – Nieme kino
- Gene Wilder – Express Srebrna Strzała

### Najlepsza aktorka w komedii lub musicalu
Barbra Streisand – Narodziny gwiazd

nominacje:
- Goldie Hawn – The Duchess and the Dirtwater Fox
- Barbara Harris – Intryga rodzinna
- Jodie Foster – Zwariowany piątek
- Barbara Harris – Zwariowany piątek
- Rita Moreno – Elegant

### Najlepszy aktor drugoplanowy
Laurence Olivier – Maratończyk

nominacje:
- Jason Robards – Wszyscy ludzie prezydenta
- Ron Howard – Rewolwerowiec
- Marty Feldman – Nieme kino
- Oskar Werner – Przeklęty rejs

### Najlepsza aktorka drugoplanowa
Katharine Ross – Przeklęty rejs

nominacje:
- Piper Laurie – Carrie
- Marthe Keller – Maratończyk
- Shelley Winters – Następny przystanek Greenwich Village
- Bernadette Peters – Nieme kino
- Lee Grant – Przeklęty rejs

### Najlepsza reżyseria
Sidney Lumet – Sieć

nominacje:
- Alan J. Pakula – Wszyscy ludzie prezydenta
- Hal Ashby – By nie pełzać na kolanach
- John Schlesinger – Maratończyk
- John G. Avildsen – Rocky

### Najlepszy scenariusz
Paddy Chayefsky – Sieć

nominacje:
- William Goldman – Wszyscy ludzie prezydenta
- William Goldman – Maratończyk
- Sylvester Stallone – Rocky
- Paul Schrader – Taksówkarz
- Steve Shagan i David Butler – Przeklęty rejs

### Najlepsza muzyka
Paul Williams i Kenny Ascher – Narodziny gwiazdy

nominacje:
- Paul Williams – Bugsy Malone
- Bill Conti – Rocky
- Robert B. Sherman i Richard M. Sherman – The Slipper and the Rose
- Lalo Schifrin – Przeklęty rejs

### Najlepsza piosenka
„Evergreen (Love Theme from A Star Is Born)” – Narodziny gwiazdy – muzyka: Barbra Streisand; słowa: Paul Williams

nominacje:
- „Bugsy Malone” – Bugsy Malone – muzyka i słowa: Paul Williams
- „(Theme from) Car Wash” – Myjnia samochodowa – muzyka i słowa: Norman Whitfield
- „I'd Like to Be You for a Day” – Zwariowany piątek – muzyka: Joel Hirschhorn; słowa: Al Kasha
- „Hello and Goodbye” – Od południa do trzeciej – muzyka: Elmer Bernstein; słowa: Alan Bergman i Marilyn Bergman
- „So Sad the Song” – Pipe Dreams – muzyka i słowa: Michael Masser i Gerry Goffin

### Najlepszy film zagraniczny
Twarzą w twarz, reż. Ingmar Bergman  Szwecja

nominacje:
- Kieszonkowe, reż. François Truffaut  Francja
- Kuzyn, kuzynka, reż. Jean-Charles Tacchella  Francja
- Siedem piękności Pasqualino, reż. Lina Wertmüller  Włochy
- Slipper and the Rose, reż. Bryan Forbes  Wielka Brytania

### Najlepszy film dokumentalny
Altars of the World, reż. Lew Ayres

nominacje:
- The Memory of Justice, reż. Marcel Ophüls
- People of the Wind
- To jest roztywka! 2, reż. Gene Kelly
- Wings of an Eagle

### Najbardziej obiecujący nowy aktor
Arnold Schwarzenegger – Niedosyt

nominacje:
- Truman Capote – Zabity na śmierć
- Lenny Baker – Następny przystanek Greenwich Village
- Harvey Stephens – Omen
- Jonathan Kahn – Żeglarz, który utracił łaski morza

### Najbardziej obiecująca nowa aktorka
Jessica Lange – King Kong

nominacje:
- Melinda Dillon – By nie pełzać na kolanach
- Andrea Marcovicci – Figurant
- Mariel Hemingway – Dziewczyna z reklamy
- Gladys Knight – Pipe Dreams